# Nyctiophylax procerus
Nyctiophylax procerus is een fossiele soort schietmot uit de familie Polycentropodidae.